# Salomó de Bretanya
Salomó de Bretanya —Salaün en bretó antic, Salamun, en bretó modern, evolucionat a Salavun— (?- 25 de juny del 874) fou rei de Bretanya del 857 al 874. Era fill de Riwallon o Rivalon comte de Poher, i fou el darrer rei. Fou també considerat sant oficialment reconegut per l'església catòlica que celebra la seva festa el 25 de juny. El seu nom és bíblic. La vita de sant Salomó apareix a la "Crònica de Saint-Brieuc" (Chronicon Briocense) escrita probablement abans dels anys 1010-1040 o sigui uns dos segles després de la seva mort.

## Família
Nascut vers 810-820, segons el Chronicon Britannicum, Salomon era fill d'un cert Riwallon o Rivalon « Rivalonus genuit Salomonen Regen qui genuit Rivallonus et Wegonum », comte del Poher i germà o cunyat de Nominoe.
Era cosí d'Erispoe qui en un diploma de 856 l'esmenta com Salomon filii Rivallon, consobrino meo.
Salomó es va casar amb Wembrit de la que va tenir almenys una filla i dos fills testimoniats durant la seva vida : 
- Prostlon, esposa de Pascweten († abans del 876).
- Riwallon († després del 871).
- Wigon († 874).
- Albigeon[6]

## Joventut
Sembla que fou criat per Nominoe doncs en una donació de Salomó es precisa pro anima Nominoë nutritoris fui.
Segons els Annals de Sant Bertí, va rebre el 852 un terç de la Bretanya de l'emperador en perjudici d'Erispoe, després d'haver esdevingut fidel de Carles II el Calb.

## Rei de Bretanya
Va conspirar contra el seu cosí Erispoe del qual no aprovava l'acostament al regne de França Occidental (amb un enllaç matrimonial previst) cosa que li podia suposar la pèrdua de terres en profit d'aquest regne; amb el suport del bisbe Alcmar de Nantes va assassinar al rei Erispoe a l'altar d'una església i fou coronat al seu lloc el 857. Erispoe projectava casar a la seva filla amb el príncep Lluís, fill de Carles el Calb, després Lluís II de França.
El 863, pel tractat d'Entrammes (al departament de Mayenne), va adquirir a canvi de la pau el territori d'« Entre deux rivières », és a dir la regió entre el riu Sarthe i el riu Mayenne; en contrapartida vapagar en endavanat al rei dels Francs Occidentals un petit tribut. Salomó va agafar llavors el títol de «rei de Bretanya i d'una part notable de la Gàl·lia». Les relacions entre el rei de Bretanya i el rei dels Francs Occidentals foren complicades els anys següents amb diversos trencaments i reconciliacions.
L'1 d'agost o el 25 d'agost de 867 el tractat de Compiègne li va concedir el Cotentin, l'Avranchin i les illes Anglo-Normandes. La Bretanya va arribar llavors a la seva extensió geogràfica màxima.

## Salomó i la religió
El rei volia abans de tot regnat en nom de Déu i de la religió, protegint esglésies i monestirs i multiplicant les fundacions pietoses com el monestir de Saint-Maxent a Maxent (Ille-et-Vilaine) prop de Plélan-le-Grand (al poble del Gué en aquesta comuna, un edificació feudal porta el nom de « Motte du roi Salomon » com resta del castell que hi hauria ocupat), Saint-Sauveur a Pléchatel, probablement Saint-Aubin a Guérande, etc. i augmentant també les llargueses en favor d'altres monestirs com a Redon, Saint-Méen, Paimpont o priorats com Saint-Pierre de Plélan. Va restaurar al front dels bisbats (com exigien els papes Lleó IV, Benet III, Nicolau I, i Adrià II des de feia anys) a la major part de bisbes que havien estat deposats el 848 per Nominoe.
Salomó va intentar obtenir la independència religiosa de Bretanya amb relació a l'arquebisbat de Tours, intentant obtenir del papa la constitució del bisbat de Dol com arquebisbat.
La situació restarà en suspens (Dol feia d'arquebisbat de fet), i Roma no va clarificar oficialment la situació fins al 1076, quan el pal·li fou acordat a l'arquebisbe Even. No obstant el 1199, el papa Innocenci III va acabar la polèmica refermant l'autoritat de Tours sobre els bisbes bretons.
Després de lluitar uns quinze anys contra els vikings durant les invasions normandes, va aconseguir finalment expulsar els invasors de Bretanya i fins i tot va ajudar a Carles el Calb a expulsar els normands d'Angers el 873. Salomó va recollir amb la seva gent els vins dels territoris d'Anjou que li pertanyien. L'anny següent Salomó va participar amb el seu exèrcit al costat de Carles el Calb al setge de la ciutat d'Angers que els vikings ocupaven després d'haver-la devastat. En aquesta ocasió el seu fill Wigon es va recomanar al rei i va prestar jurament en presència dels seus fidels.
Al final del seu regnat es va retirar a un monestir, bé a La Martyre o bé a Langoëlan, per expiar la mort d'Erispoe. Fou allí on el seu gendre Pascweten i el gendre d'Erispoe, Gurvant o Gurwant i el seu nebot Wigon fill de Rivelin, el van agafar i el van lliurar als francs « Fulcoald i d'altres » que després d'haver capturat i sens dubte executat al seu fill Wigon, van arrancar els ulls del rei que va morir l'endemà (874).
Salomó fou assassinat el 25 de juny del 874 a l'església d'un lloc anomenat avui dia Ar Merzher La Martyre en record d'aquest fet. « Salomó es va refugiar a l'església d'un monestir on fou capturat i tractat amb una bestialitat inaudita. Se li van arrencar els ulls amb tanta violència que en va morir durant la nit ». La seva mort el va fer proclamar màrtir pel poble i per l'Església Catòlica Romana. El seu cos fou enterrat al monestir de Plélan o al de Saint-Maixent, conforme als desitjos que havia manifestat de reposar al costat de la seva esposa la reina Wenbrit. Més tard el seu cos fou tret d'allí segurament en el curs d'una invasió normanda i transportat fins a Pithiviers, on una part de les seves relíquies reposen a l'església de Saint-Salomon-et-Saint-Grégoire de Pithiviers. No obstant una altra part de les seves relíquies va restar o va retornar a Bretagne; l'església de Saint-Salomon de Vannes, destruïda el 1793 durant la revolució, posseïa alguns ossos del sant.